# Goj
Goj eller goy är ett ord för icke-judisk person som främst används judar emellan. Ordet kommer ursprungligen av hebreiskans: גוי, med betydelsen folk i allmänhet, men i modernt bruk har betydelsen förskjutits. I svenskan är det liktydigt med hedning och brukar betraktas som ett lån från jiddisch.